# S&S Mall
S&S Mall (на български: С енд С мол) е търговски център в северната част на Силистра.
Разположен е непосредствено до Дунавския парк в центъра на града. Строителството на мола е започнато през август 2007 г., а откриването му е на 20 май 2009 г.

## Описание
S&S Mall e многофункционален комплекс. Включва апартаментна част, търговски център и офис площи, които са разпределени на 6 етажа. През 2011 г. комплексът е преименуван на Централ парк шопинг център.
Молът се състои от 27 магазина, 12 офиса, банка, галерия, кафене, подземен паркинг за 39 автомобила, фитнес, голям хранителен магазин, детски атракцион и 85 апартамента. S&S Mall е първият мол в града.
Сградата е снабдена с всички удобства свързани с модерния начин на живот – асансьор, ескалатори, климатична инсталация, Интернет.
При реализацията на търговския комплекс са инвестирани около 15 млн. лева. Собственик на мола е Стефан Иванов, изпълнителен директор и собственик на „Зърнени храни Силистра“ АД.
Понастоящем в този комплекс се организират трети етаж в мола /различни социални и обществени прояви – изложби на картини на известни български художници /, организират се тържества по различни поводи. Молът се занимава безвъзмездно и с поддръжката на тревните площи в Дунавския парк, маркировка на уличните платна на 3 улици и поддръжка на уличното осветление по тях.

## Разпределение
На партера са предвидени 14 магазина, банка, кафетерия и галерия с изложба на археологически останки свързани с историята на Силистра.
На първия етаж са разположени 5 магазина, а на втория 4 магазина и кафе-сладкарница.
На подземния етаж има кафе-сладкарница.

## Известни марки
На приземния етаж се помещава магазин за козметика и парфюмерия „дм дрогеримаркт“. В Силистра е открит 5-ият филиал за България на немско-австрийската компания. Магазинът е с площ от 309 m² и предлага разнообразие от около 7000 козметични и здравословни продукти.
Площта на „Централ маркет“ в подземния етаж е 1210 квадратни метра, като търговската част заема 870 м².